# اندر کاپا
اندر کاپا (انگلیسی: Ander Capa؛ زادهٔ ۸ فوریهٔ ۱۹۹۲) بازیکن فوتبال اهل اسپانیا است.
از باشگاه‌هایی که در آن بازی کرده‌است می‌توان به باشگاه فوتبال اتلتیک بیلبائو و باشگاه فوتبال ایبار اشاره کرد.
وی همچنین در تیم ملی فوتبال باسک بازی کرده‌است.